# Садовые гномики

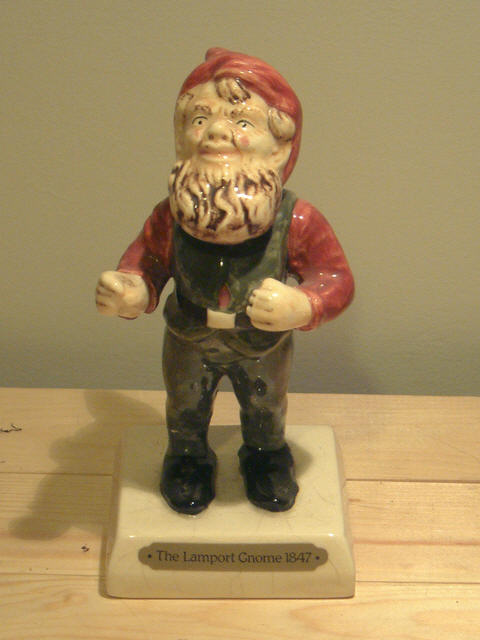
Садовый гном «Лэмпи»

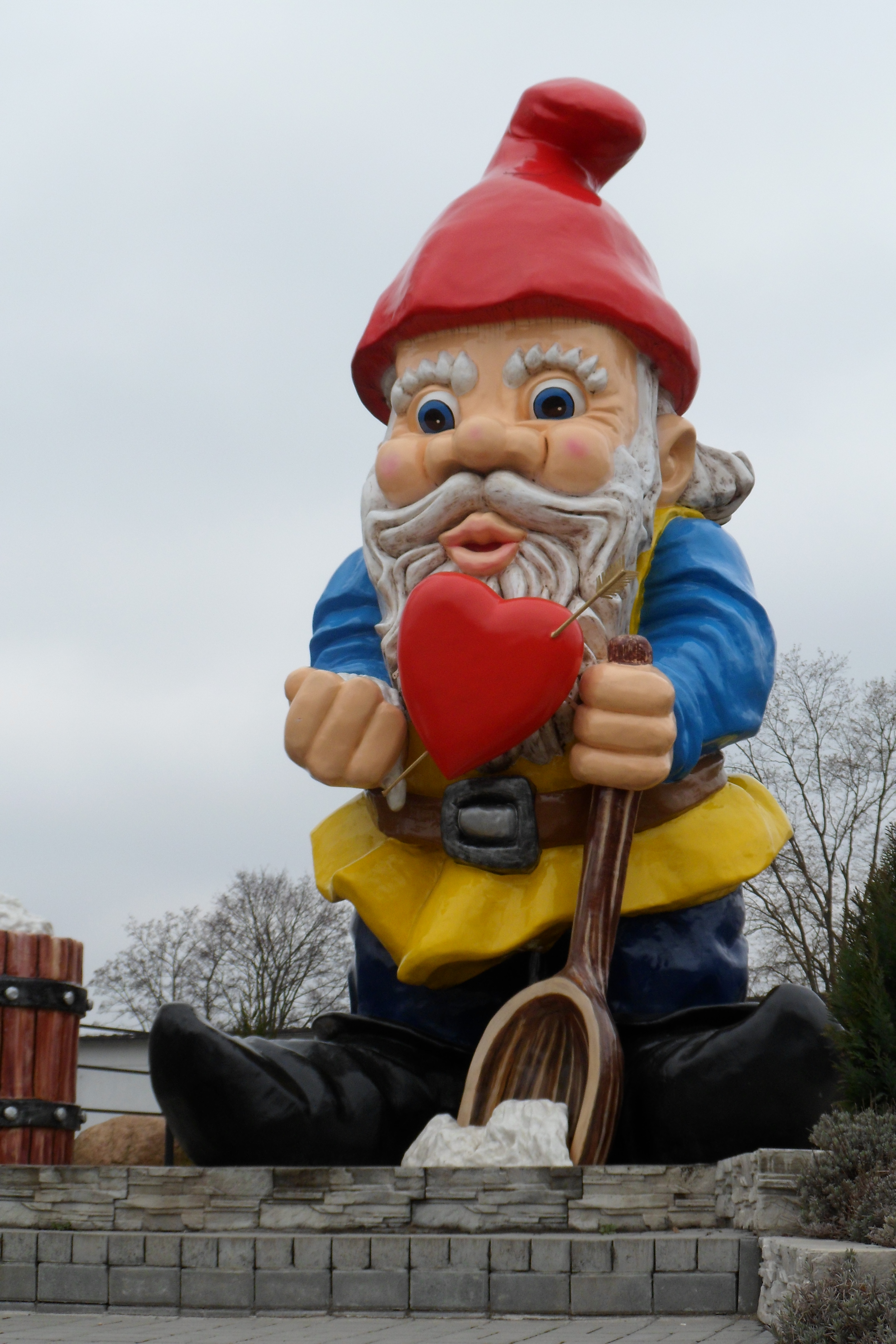
Самый большой садовый гном в мире (Польша)

Садовые гномики — небольшие фигурки в виде гномов в красных колпаках в различных позах, популярные в Европе (особенно в Германии) в качестве украшений для садов.

## История
Гномы, по поверью, помогают в садовых работах, поэтому их любят расставлять в садах. Первые садовые гномики были изготовлены в немецкой земле Тюрингия в городе Гревенрода в начале XIX века неким Филиппом Грибелем. В 1847 году садовые гномики были завезены в Великобританию сэром Чарльзом Исхемом. Из партии гномиков, купленной Исхемом в Германии, до наших дней сохранился единственный — «Лэмпи»; он застрахован на миллион фунтов стерлингов.
Гномики производились в Германии в больших количествах до Второй мировой войны, после которой их производство восстанавливать в прежних объёмах не стали. В наше время семья Грибелей — единственный немецкий производитель садовых гномиков; большая часть их производится в Польше и Китае.
Традиционные садовые гномики изготавливаются путём отливки в формы жидкой терракотовой глины с последующим обжигом. Обожжённый гномик раскрашивается красками. В наше время садовых гномиков также отливают из полимерных смол и тому подобных материалов.
Садовые гномики часто считаются китчем и безвкусицей и являются темой для споров среди профессиональных садовников.
Существует шуточное движение, вероятно, созданное как пародия на активистов «Гринписа» — «Фронт освобождения садовых гномиков», действующий во Франции и Италии. Они занимаются похищением садовых гномиков из садов и «отпусканием их на свободу» — то есть, оставлением вдали от жилья. Некоторые украденные гномики совершают целые путешествия, передаваясь из рук в руки. В 2008 году 53-летний француз в Бретани был арестован по подозрению в краже 170 садовых гномиков. Практика кражи садовых гномиков называется «гноминг» или «охота на гномов».